# Hernando Franco
 (mars 2023).
Pour les articles homonymes, voir Franco.
Hernando Franco (né en 1532 à Galizuela en Espagne et mort le 28 novembre 1585 à Mexico au Mexique) est un compositeur espagnol de la Renaissance. Il fut principalement actif à la vice-royauté de la Nouvelle-Espagne dans des territoires qui au XIXe siècle sont devenus l'actuel Guatemala et l'actuel Mexique. Plus concrètement il fut maître de chapelle des cathédrales de Santiago de Guatemala (de 1570 à 1573) et de Mexico (de 1575 à 1585).

## Biographie
Né en 1532 dans le petit village de Galizuela en Estrémadure, il apprend la musique dans le chœur de la cathédrale de Ségovie entre 1542 et 1549 sous la direction de Gerónimo de Espinar — qui fut également le maître de Tomás Luis de Victoria — où il se lie d'amitié avec Lázaro del Álamo, qui le précèdera en tant que maître de chapelle à Mexico.
Hernando Franco rejoint ensuite la Nouvelle-Espagne, vraisemblablement dans les années 1550, et devient maître de chapelle de la cathédrale de Santiago de Guatemala vers 1571. Il occupe cette fonction durant trois ans, avant de démissionner en raison de coupes budgétaires qui réduisent son salaire.
Il part alors pour Mexico où la charge de maître de chapelle de la nouvelle cathédrale est vacante. Il l'obtient officiellement le 20 mai 1575, prenant ainsi la suite de son ami d'enfance Lázaro del Álamo qui l'avait occupé de 1556 à 1570. Dans les années suivant la nomination d'Hernando Franco — dont la musique rencontre un succès grandissant —, le chœur de la cathédrale connaît un temps fastueux avec le recrutement de nombreux choristes et instrumentistes. Mais en 1582, les autorités ecclésiastiques décident de réduire leur budget de fonctionnement entraînant une réduction des salaires de nombreux musiciens. Hernando Franco se retire alors en signe de protestation. Il meurt trois ans plus tard, en 1585, et est enterré dans la cathédrale.

## Œuvres
Hernando Franco a écrit vingt-deux motets (dont deux sont perdus), seize Magnificat et une leçon de Ténèbres à quatre voix qui sont regroupés dans un livre de chœur nommé « Codex Franco » et conservé au Musée national de la vice-royauté à Tepotzotlán. D'autres œuvres sont également conservées dans les cathédrales de Mexico, Puebla, Guatemala et Guadalajara ainsi que dans des couvents.
Quelques hymnes en nahuatl signées d'un compositeur du même nom (Hernando don Franco) sont désormais attribuées à un compositeur autochtone qui aurait pris le nom de Franco lors de son baptême.

## Source
- (en)/(es) Cet article est partiellement ou en totalité issu des articles intitulés en anglais « Hernando Franco » (voir la liste des auteurs) et en espagnol « Hernando Franco » (voir la liste des auteurs).